# 三浦隆司
三浦 隆司（みうら たかし、1984年5月14日 - ）は、日本の元プロボクサー。秋田県山本郡三種町出身。第42代日本スーパーフェザー級王者。元WBC世界スーパーフェザー級王者。八竜中学校、金足農業高等学校卒業。帝拳ボクシングジム所属。入場曲はAC/DC「Back in Black」。横浜協栄で日本フェザー級王座を2度獲得した三政直は叔父にあたる。

## 来歴
アマチュアボクシングでは、高校時代の2002年によさこい高知国体で優勝するなど40戦34勝の実績を残した。その後、プロへ転向。2003年5月7日にはB級プロテストに合格し、当時の所属先横浜光ボクシングジムの会長関光徳から「サウスポーのファイター型で、パワーがすごく、まったくのプロ向き」と期待された。同年7月12日、パシフィコ横浜で行われた世界戦のアンダーカードとして6回戦でプロデビュー。3-0の判定勝利を収めた。プロ3戦目から8回戦を戦い、2005年9月22日の8戦目では故郷の秋田へ凱旋し、秋田市立体育館で5RTKO勝利を収めた。2006年7月1日、日本スーパーフェザー級1位の松信秀和（宮田）に7RKO勝利を収め、これにより日本同級3位にランク入りを果たした。2007年9月15日、無敗のまま迎えたプロ14戦目で日本スーパーフェザー級王者小堀佑介（角海老宝石）と対戦し、3Rと10Rに2度のダウンを奪われ、10回0-3（92-97、92-96、94-96）の判定負けを喫した。
2009年1月17日、第30回チャンピオンカーニバルの開幕試合で日本スーパーフェザー級王者矢代義光（帝拳）と挑戦し、5Rと7Rに2度のダウンを奪ったが10回1-0（96-94、95-95、94-94）の引き分けとなった。
2009年7月4日、ダイレクト・リマッチで矢代と再戦し、2R終了間際にダウンを先取し、続く3Rには自らもダウンを喫したが、6Rにはさらに2度のダウンを奪い返し、7R0分30秒、タオル投入によるTKO勝ちを収め王座を獲得した。 
2009年10月10日、国立代々木競技場第二体育館で日本スーパーフェザー級5位小口雅之（草加有沢）と対戦し、初回に左ストレートでダウンを奪った後は2Rにもダウンを追加したものの左にこだわって倒しきれず、3-0（100-87、100-90、99-89）の判定勝利で初防衛に成功した。
2010年2月6日、チャンピオンカーニバルで、WBA世界スーパーフェザー級11位・WBC世界同級12位の日本王者として、日本スーパーフェザー級1位・OPBF東洋太平洋同級3位の岡田誠一（大橋）と対戦。5Rに右目上をカットし、8Rにはローブローで減点を受けたが、10回2-1（96-93、96-94、94-96）の判定勝利で2度目の防衛に成功した。 
2010年6月5日、日本スーパーフェザー級9位の竹下寛刀（高砂）と対戦し、3R2分57秒TKO勝利を収めて3度目の防衛に成功した。 
2010年10月3日、日本スーパーフェザー級1位の稲垣孝（フラッシュ赤羽）と対戦し、9R1分21秒TKO勝利を収めて4度目の防衛に成功した。
2011年1月31日、有明コロシアムでWBA世界スーパーフェザー級王者内山高志（ワタナベ）との日本人対決に挑み、3回にダウンを奪ったものの、王者の左ジャブを浴び続け、右目が腫れ上がる。そして、8回終了後のインターバルで棄権に追い込まれ、TKO負け。王座奪取はならなかった。その半年後に帝拳ジムに移籍。
2011年10月18日、後楽園ホールで元WBC世界スーパーフェザー級暫定ユース王者のホルヘ・ペレス(メキシコ)と対戦し、大差判定勝ちで復帰戦を白星で飾ると同時に帝拳移籍後、第一戦を初勝利で飾った。
2012年10月27日、東京国際フォーラムで粟生隆寛の前座で元日本ライト級王者で元OPBF同級王者の三垣龍次とライト級10回戦を行い、1R1分37秒TKO勝ちを収めた 。
2013年4月8日、両国国技館でトリプル世界戦の一番手として登場。WBC世界スーパーフェザー級王者ガマリエル・ディアスに挑戦、試合は第1ラウンドにバッティングの減点を取られたが、3回に得意の左ストレートで王者を倒し6回にもダウンを追加し7回には右アッパーで三度目のダウンを奪った。9回には強烈な左ストレートを放ち4回目のダウンを奪った所9回1分12秒TKO勝ちを収め王座を獲得した。試合後のインタビューでは今年1月に交通事故が原因で亡くなった父へ勝利の報告をした。また三浦の勝利により国内ジムの男子世界王者は史上最多に並ぶ9人となった。 4月15日、世界王者になった事が評価され、自身の地元三種町から町民栄誉賞・さらには同門の五十嵐俊幸以来4人目となる県民栄誉章を授与された。  
2013年8月17日、カンクンにてWBC世界スーパーフェザー級1位セルヒオ・トンプソン（メキシコ）と対戦し、2回と6回にダウンを奪って序盤から試合をコントロール、8回にトンプソンの右フックでダウンを奪われるも10回以降は再び攻勢に転じてペースを握り返し、終盤は相手のクリンチに手を焼く場面もあったが、最後の決定打に欠いて12回を終えて判定となり、12回3-0（113-112、112-110、114-111）の判定勝ちを収め初防衛に成功した。
2013年12月31日、東京・大田区総合体育館にて同級2位で元WBC世界スーパーフェザー級ユース王者で元WBCアメリカ大陸スーパーフェザー級王者でクレイジーの愛称を持ち、元サッカー選手の異色の経歴を持つダンテ・ハルドン（メキシコ）と対戦し、9回55秒TKO勝ちを収め2度目の防衛に成功した。
2014年11月22日、横浜国際プールにてWBC世界スーパーフェザー級1位のシルバー王者エドガル・プエルタ（メキシコ）と対戦し、6回2分15秒TKO勝ちを収め3度目の防衛に成功した。
2015年5月1日、大田区総合体育館でWBC世界スーパーフェザー級8位で元IBF世界フェザー級王者のビリー・ディブと対戦。強烈な左ストレートが決まり、3回1分29秒TKO勝ちを収め4度目の防衛に成功した。 5月7日、WBCの2015年5月度の月間優秀選手賞に選出した。 
2015年11月21日、ラスベガスのマンダレイ・ベイ・イベント・センターでミゲール・コットVSサウル・アルバレスの前座でWBOインターナショナル並びにNABF北米スーパーフェザー級王者でWBC世界スーパーフェザー級1位のフランシスコ・バルガスと対戦し、試合はいきなり1回にバルガスの右フックで腰を落としかける苦しい状況となるも、4回終盤にダウンを奪い、その後も的確なパンチを浴びせてバルガスの右目を切るなど優位に試合を進めたが、9回序盤にバルガスの右フックでダウンを喫し、なんとか立ち上がって試合を続行したが、その後も連打を浴びて態勢を立て直せずにレフェリーが試合をストップ、1分31秒TKO負けで5度目の防衛に失敗、王座から陥落した。尚、8回までの採点では2-0（76-75、77-74、75-75）と三浦がリードしていたことが試合後に公表された。日本のマスコミでは三浦が日本人選手として初めてペイ・パー・ビューに出場と報道されたが、実際は石田順裕と荒川仁人が三浦より先にペイ・パー・ビューに出場している。
2016年10月17日、同年12月17日にザ・フォーラムでオルランド・サリドとWBC世界スーパーフェザー級暫定王座決定戦を行う予定だったが、サリドの負傷欠場により試合は中止となった。
2017年1月28日、カリフォルニア州インディオのファンタジー・スプリングス・リゾート・カジノ内スペシャル・イベント・センターでフランシスコ・バルガスVSミゲール・ベルチェットの前座で、WBC世界スーパーフェザー級2位のミゲル・ローマンとWBC世界スーパーフェザー級挑戦者決定戦を行い、12回53秒KO勝ちを収めミゲール・ベルチェットへの挑戦権を獲得した。米国ではHBOのボクシング中継番組『ボクシングアフターダーク』で中継された。
2017年7月15日、カリフォルニア州イングルウッドのザ・フォーラムでWBC世界スーパーフェザー級王者のミゲール・ベルチェットと対戦し、12回0-3（111-116、108-119、107-120）の判定負けを喫し王座返り咲きに失敗した。この試合で三浦は195,000ドル（約2200万円）、ベルチェットは280,000ドル（約3100万円）のファイトマネーを稼ぎ、HBOのボクシング中継番組『ボクシングアフターダーク』で放送された。  7月28日、体力の限界を理由に「色々考えましたが引退する事にしました。後悔ありません。小さい頃からの夢を叶えることが出来たし想像もしてなかったアメリカのリングに立てて最高のボクシング人生でした。ありがとうございました。」と自身のツイッター上で現役引退を表明した。
2018年4月より、秋田県体育協会のテクニカルアドバイザーとして、秋田市の秋田県スポーツ科学センターで小中高生を対象にしたボクシング教室で指導を行っている。

## エピソード
- 横浜光ジム時代は関会長と時に手を出されながら、厳しく地味なミット打ちを関の休憩の許可が出るまで延々と行っていた。
- ジムのミットを受けたスタッフによると、外見やから想像するよりもリーチが長く、左ストレートがイメージよりも伸びる。
- 岡田誠一戦では９R後のインターバルで疲労とダメージ、呼吸も辛く意識朦朧とする中「あの野郎絶対許さねぇ…」と、ずっと唱えており、この試合三浦陣営にいた現横浜光ジム会長の石井一太郎のA サインボクシングYouTube 動画内にて、三浦隆を取り上げた際 、「過去400～500セコンドをしてきたが、このような選手は最初で最後。こういう奴には絶対勝てないと思った」と語っている。
- ミゲル・ローマン戦でのボディブローはジムで延々と練習していたのが、試合で出た。（本人、浜田剛史、飯田覚士談）
- WOWOWエキサイトマッチで浜田剛によると「練習を切り上げろと言っても、わかりましたと言っても、まだやっている。」　「しゃべりよりボクシングを観てくれそういう選手」

## 戦績
- アマチュアボクシング：40戦34勝 (22KO・RSC) 6敗[5]
- プロボクシング：37戦31勝 (24KO) 4敗2分

| 戦           | 日付           | 勝敗 | 時間     | 内容    | 対戦相手                       | 国籍           | 備考                                    |
| ------------ | -------------- | ---- | -------- | ------- | ------------------------------ | -------------- | --------------------------------------- |
| 1            | 2003年7月12日  | ☆    | 6R       | 判定3-0 | 佐藤豊（新日本タニカワ）       | 日本           | プロデビュー戦                          |
| 2            | 2003年9月9日   | ☆    | 1R 2:07  | KO      | パデスック・ツインジム         | タイ           |                                         |
| 3            | 2004年2月26日  | ☆    | 3R 2:04  | TKO     | 中村修（姫路木下）             | 日本           |                                         |
| 4            | 2004年5月12日  | ☆    | 1R 2:55  | KO      | サードトラ・サンディジム       | タイ           |                                         |
| 5            | 2004年8月7日   | ☆    | 3R 2:32  | TKO     | 田中秀機（進光）               | 日本           |                                         |
| 6            | 2004年12月4日  | △    | 8R       | 判定1-1 | 鈴木哲記（ワールド日立）       | 日本           |                                         |
| 7            | 2005年4月28日  | ☆    | 6R 1:55  | TKO     | シンサムット・ウアサンパン     | タイ           |                                         |
| 8            | 2005年9月22日  | ☆    | 5R 1:24  | TKO     | ブーンチャイ・キャットパイリン | タイ           |                                         |
| 9            | 2005年12月7日  | ☆    | 1R 1:48  | TKO     | ポンペット・チュワタナ         | タイ           |                                         |
| 10           | 2006年3月4日   | ☆    | 1R 2:50  | KO      | 小倉健太郎（ワタナベ）         | 日本           |                                         |
| 11           | 2006年7月1日   | ☆    | 7R 3:05  | KO      | 松信秀和（宮田）               | 日本           |                                         |
| 12           | 2006年11月18日 | ☆    | 8R       | 判定3-0 | テンラングー・トー・サマーコム | タイ           |                                         |
| 13           | 2007年4月14日  | ☆    | 1R 1:05  | KO      | モンコンチャイ・サンディジム   | タイ           |                                         |
| 14           | 2007年9月15日  | ★    | 10R      | 判定0-3 | 小堀佑介（角海老宝石）         | 日本           | 日本スーパーフェザー級タイトルマッチ    |
| 15           | 2008年3月3日   | ☆    | 2R 1:50  | KO      | ダオルン・シッスーイ           | タイ           |                                         |
| 16           | 2008年6月4日   | ☆    | 1R 1:37  | KO      | インシー・シットゴーポン1996   | タイ           |                                         |
| 17           | 2008年10月6日  | ☆    | 3R 2:33  | KO      | ダオチャイ・シッスーイ         | タイ           |                                         |
| 18           | 2009年1月17日  | △    | 10R      | 判定1-0 | 矢代義光（帝拳）               | 日本           | 日本スーパーフェザー級タイトルマッチ    |
| 19           | 2009年7月4日   | ☆    | 7R 0:30  | TKO     | 矢代義光（帝拳）               | 日本           | 日本スーパーフェザー級タイトルマッチ    |
| 20           | 2009年10月10日 | ☆    | 10R      | 判定3-0 | 小口雅之（草加有沢）           | 日本           | 日本王座防衛1                           |
| 21           | 2010年2月6日   | ☆    | 10R      | 判定2-1 | 岡田誠一（大橋）               | 日本           | 日本王座防衛2                           |
| 22           | 2010年6月5日   | ☆    | 3R 2:57  | TKO     | 竹下寛刀（高砂）               | 日本           | 日本王座防衛3                           |
| 23           | 2010年10月2日  | ☆    | 9R 1:21  | TKO     | 稲垣孝（フラッシュ赤羽）       | 日本           | 日本王座防衛4                           |
| 24           | 2011年1月31日  | ★    | 8R 終了  | TKO     | 内山高志（ワタナベ）           | 日本           | WBA世界スーパーフェザー級タイトルマッチ |
| 25           | 2011年10月18日 | ☆    | 10R      | 判定3-0 | ホルヘ・ペレス                 | メキシコ       |                                         |
| 26           | 2012年2月4日   | ☆    | 8R       | 判定3-0 | RJ・アノオス                   | フィリピン     |                                         |
| 27           | 2012年6月4日   | ☆    | 2R 2:36  | TKO     | ディソン・カグオン             | フィリピン     |                                         |
| 28           | 2012年10月27日 | ☆    | 1R 1:37  | TKO     | 三垣龍次（M.T）                | 日本           |                                         |
| 29           | 2013年4月8日   | ☆    | 9R 1:21  | TKO     | ガマリエル・ディアス           | メキシコ       | WBC世界スーパーフェザー級タイトルマッチ |
| 30           | 2013年8月17日  | ☆    | 12R      | 判定3-0 | セルヒオ・トンプソン           | メキシコ       | WBC防衛1                                |
| 31           | 2013年12月31日 | ☆    | 9R 0:55  | TKO     | ダンテ・ハルドン               | メキシコ       | WBC防衛2                                |
| 32           | 2014年11月22日 | ☆    | 6R 2:15  | TKO     | エドガル・プエルタ             | メキシコ       | WBC防衛3                                |
| 33           | 2015年5月1日   | ☆    | 3R 1:29  | TKO     | ビリー・ディブ                 | オーストラリア | WBC防衛4                                |
| 34           | 2015年11月21日 | ★    | 9R 1:31  | TKO     | フランシスコ・バルガス         | メキシコ       | WBC王座陥落                             |
| 35           | 2016年5月7日   | ☆    | 1R 2:41  | KO      | ジミー・ボルボン               | フィリピン     |                                         |
| 36           | 2017年1月28日  | ☆    | 12R 0:53 | KO      | ミゲル・ローマン               | メキシコ       | WBC世界スーパーフェザー級挑戦者決定戦   |
| 37           | 2017年7月15日  | ★    | 12R      | 判定0-3 | ミゲール・ベルチェット         | メキシコ       | WBC世界スーパーフェザー級タイトルマッチ |
| テンプレート |                |      |          |         |                                |                |                                         |

## 獲得タイトル
- 第57回国民体育大会少年の部ライト級優勝[5]
- 第43代日本スーパーフェザー級王座（防衛4=返上）
- WBC世界スーパーフェザー級王座（防衛4）

## 受賞歴
- プロ・アマチュア年間表彰
  - 2013年度プロ部門　殊勲賞
- 三種町町民栄誉賞（2013年）[20]
- 秋田県県民栄誉章（2013年）[21][44]
- WBC 2015年5月度優秀選手賞

### 映像資料
1. ↑  ＷＢＣ新王者・三浦選手が県庁訪問. 秋田魁新報の公式YouTubeチャンネル. 15 April 2013. 2013年4月18日閲覧.